# Wartkowice
Wartkowice is een dorp in het Poolse woiwodschap Łódź, in het district Poddębicki. De plaats maakt deel uit van de gemeente Wartkowice en telt 691 inwoners.